# George Friend
George Friend (Barnstaple, 19 ottobre 1987) è un ex calciatore inglese, di ruolo difensore.

## Carriera
Ha giocato nella prima e nella seconda divisione inglese.